# 佐位郡
- 令制国一覧 > 東山道 > 上野国 > 佐位郡
- 日本 > 関東地方 > 群馬県 > 佐位郡

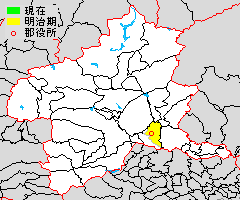
群馬県佐位郡の範囲

佐位郡（さいぐん）は、群馬県（上野国）にあった郡。

## 郡域
1878年（明治11年）に行政区画として発足した当時の郡域は、現在の行政区画では概ね以下の区域に相当する。
- 伊勢崎市（以下の地域を除く）

1. 宮古町、連取町、連取本町、山王町、大正寺町、馬見塚町、下蓮町、国領町、長沼町以南
2. 境上矢島、境西今井、境三ッ木、境女塚、境米岡、境平塚、境東、境栄、境新栄および境美原、境島村の各一部
3. 磯町

## 歴史

### 近代以降の沿革
- 「旧高旧領取調帳」に記載されている明治初年時点での支配は以下の通り。●は村内に寺社領が存在。幕府領は関東在方掛の岩鼻陣屋が管轄。（2町37村）

| 知行         | 知行             | 村数     | 村名 |
| ------------ | ---------------- | -------- | --- |
| 幕府領       | 幕府領           | 13村     | 島村、上武士村、下武士村、野村、間野谷村、曲沢村、曲沢新田（曲沢村のうち）、香林村、堀下村、下触村、五目牛村、●今井村、西小保方村、上田村 |
| 幕府領       | 旗本領           | 3村      | 田部井村、東小保方村、八寸村 |
| 藩領         | 上野伊勢崎藩     | 2町 13村 | ●伊勢崎町、安堀村、波志江村、八坂村、上植木村、●下植木村、茂呂村、伊与久村、上淵名村、下淵名村、東新井村、百々村、境町、中島村、小此木村  |
| 藩領         | 上総一宮藩       | 3村      | ●西久保村、●市場村、西野村 |
| 藩領         | 上野前橋藩       | 1村      | 国定村 |
| 幕府領・藩領 | 幕府領・伊勢崎藩 | 2村      | 太田村、木島村 |
| 幕府領・藩領 | 幕府領・前橋藩   | 1村      | 保泉村 |
| 幕府領・藩領 | 旗本領・伊勢崎藩 | 1村      | 今泉村 |

- 慶応4年6月17日（1868年8月5日） - 新政府が岩鼻陣屋に岩鼻県を設置。幕府領・旗本領を管轄。
- 明治初年
  - 伊勢崎藩の領地替えにより、幕府領の一部（西小保方村、上田村、木島村）が伊勢崎藩領となる。
  - 一宮藩の領地替えにより、一宮藩領の全域が岩鼻県の管轄となる。
- 明治4年
  - 7月14日（1871年8月29日） - 廃藩置県により、藩領が伊勢崎県、前橋県の管轄となる。
  - 10月28日（1871年12月10日） - 第1次府県統合により、全域が群馬県（第1次）の管轄となる。
- 明治5年 - 八坂村が波志江村に編入。（2町36村）
- 明治6年（1873年）6月15日 - 熊谷県の管轄となる。
- 明治9年（1876年）
  - 8月21日 - 第2次府県統合により、群馬県（第2次）の管轄となる。
  - 田部井村が新田郡田部村を合併。
- 明治10年（1877年）
  - 国定村が新田郡久仁村を、間野谷村が新田郡間野村をそれぞれ合併。
- 明治11年（1878年）12月7日 - 郡区町村編制法の群馬県での施行により、行政区画としての佐位郡を設置。「佐位那波郡役所」が伊勢崎町に設置され、那波郡とともに管轄。
- 明治15年（1882年） - 島村が那波郡前河原村を合併。

### 町村制以降の沿革
- 明治22年（1889年）4月1日 - 町村制の施行により、以下の町村が発足。全域が現・伊勢崎市。（2町8村）
  - 伊勢崎町（単独町制）
  - 三郷村 ← 波志江村、安堀村、太田村
  - 赤堀村 ← 今井村、下触村、五目牛村、堀下村、市場村、野村、西久保村、曲沢村、間野谷村、香林村、西野村、南勢多郡磯村
  - 東村 ← 東小保方村、西小保方村、田部井村、国定村、上田村
  - 殖蓮村 ← 上植木村、下植木村、八寸村
  - 茂呂村 ← 茂呂村、今泉村
  - 采女村 ← 上淵名村、下淵名村、東新井村、伊与久村、木島村、百々村
  - 剛志村 ← 保泉村、上武士村、下武士村［大部分］、中島村、小此木村
  - 境町 ← 境町、下武士村［一部］、新田郡境村［一部］
  - 島村（単独村制）
- 明治29年（1896年）4月1日 - 郡制の施行のため、「佐位那波郡役所」の管轄区域をもって佐波郡が発足。同日佐位郡廃止。

## 行政
佐位・那波郡長
| 代 | 氏名 | 就任年月日                | 退任年月日                | 備考                           |
| -- | ---- | ------------------------- | ------------------------- | ------------------------------ |
| 1  |      | 明治11年（1878年）12月7日 |                           |                                |
|    |      |                           | 明治29年（1896年）3月31日 | 那波郡との合併により佐位郡廃止 |